# Tratado sobre as Relações Básicas entre o Japão e a República da Coreia

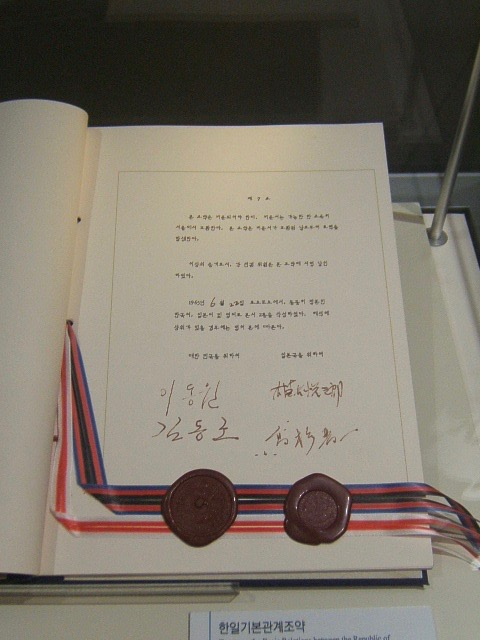
Uma cópia exposta no Museu Nacional de História Contemporânea Coreana

O Tratado sobre as Relações Básicas entre o Japão e a República da Coreia (em japonês: 日韓基本条約 (Nikkan Kihon Jōyaku); Coreano: 한일기본조약; Hanja: 韓日基本條約; RR: Hanil gibon joyak) foi assinado em 22 de junho de 1965. Estabeleceu relações diplomáticas básicas entre o Japão e a Coreia do Sul.

## Antecedentes
Como a Coreia não era um Estado signatário do Tratado de São Francisco, não tinha direito aos benefícios do Artigo 14, que estipulava as reparações pelo Japão. No entanto, pelas disposições do artigo 21.° do referido Tratado, a Coreia tinha o direito de ser uma autoridade aplicada ao artigo 4.°, que estabelecia a disposição dos bens e dos créditos.
O Tratado foi fruto das "Conversações Coreia-Japão", uma série de conversações bilaterais realizadas entre a Coreia do Sul e o Japão de outubro de 1951 a junho de 1965 para normalizar as relações diplomáticas. Nesse período de 14 anos, foram realizadas sete conversas.
Em sua palestra do Prêmio Nobel da Paz de 1974, Eisaku Satō mencionou explicitamente o Tratado sobre as Relações Básicas entre o Japão e a Coreia do Sul. Ele descreveu "o espírito orientador de igualdade e vantagem mútua e a abordagem realista de procurar estabelecer amizade com vizinhos próximos" como aspectos significativos das negociações estendidas que produziram o acordo bilateral.
Em outubro de 2018, a Suprema Corte da Coreia emitiu uma decisão que ordenou que a Mitsubishi Heavy indenizasse as vítimas de trabalho forçado. A empresa não o fez, com o Japão argumentando que o assunto foi resolvido sob o tratado de 1965. O Governo japonês sustentou que esta decisão, juntamente com a tomada sobre a posição do Japão em relação às mulheres de conforto coreanas ('escravatura sexual forçada') em janeiro de 2021, é uma violação do tratado de 1965.    

## Termos
O tratado estabeleceu relações diplomáticas "normais" entre os vizinhos do Leste Asiático. Os documentos originais deste acordo são conservados, respectivamente, pelo Japão e pela Coreia. O tratado é redigido usando inglês, japonês e coreano, cada um dos quais é considerado autêntico. Em caso de "divergência de interpretação", a versão em inglês é considerada autoritária e predominante.

O Tratado de 1965 também declarou:
Confirma-se que todos os tratados ou acordos celebrados entre o Império do Japão e o Império da Coreia em ou antes de 22 de agosto de 1910 já são nulos. 

## Assentamentos
Acordo entre o Japão e a República da Coreia relativo à resolução de problemas em matéria de bens e créditos e à cooperação económica
Com o Tratado, foram igualmente assinados os acordos entre o Japão e a Coreia relativos à resolução de problemas em matéria de propriedade e de créditos e de cooperação econômica.
De acordo com o tratado, o Japão forneceu à Coreia do Sul US$ 300 milhões em subvenções pagas ao longo de 10 anos, US$ 30 milhões por ano e US$ 200 milhões em empréstimos a juros baixos como uma "taxa de reparação" A política oficial dos governos japoneses tem sido que, em relação a questões de propriedade em tempo de guerra e reivindicações individuais de compensação, tais questões foram resolvidas completa e finalmente por este acordo.

O artigo I do Tratado de 1965:
1. Para a República da Coreia, o Japão deve:
a) Fornecer os produtos do Japão e os serviços do povo japonês, cujo valor total será tanto em ienes que será equivalente a trezentos milhões de dólares dos Estados Unidos (US$ 300 000 000), atualmente computados em cento e oito bilhões de ienes (¥ 108 000 000 000), em subvenções [a fundo perdido] no prazo de dez anos a contar da data de entrada em vigor do presente Acordo. O fornecimento de tais produtos e serviços em cada ano será limitado a [será tal] tal montante em ienes que será equivalente a trinta milhões de dólares dos Estados Unidos (US$ 30 000 000) atualmente computados em dez bilhões e oitocentos milhões de ienes (¥ 10 800 000 000); Se a oferta de um ano for inferior ao referido montante, o remanescente será adicionado aos montantes dos fornecimentos para os anos seguintes e seguintes. No entanto, o limite máximo do montante do fornecimento para cada ano pode ser aumentado por acordo entre os governos das partes contratantes.
b) Prorrogar empréstimos de longo prazo e a juros baixos até um montante em ienes equivalente a duzentos milhões de dólares dos Estados Unidos (US$ 200 000 000), atualmente computados em setenta e dois bilhões de ienes (¥ 72 000 000 000), que o Governo da República da Coreia poderá solicitar e que será utilizado para a aquisição pela República da Coreia dos produtos do Japão e dos serviços do povo japonês necessários à execução dos projetos a serem determinados em conformidade com as disposições a celebrar nos termos do n.o 3 do presente artigo, no prazo de dez anos a contar da data de entrada em vigor do presente acordo. Esses empréstimos serão concedidos pelo Fundo de Cooperação Econômica Ultramarina do Japão, e o Governo do Japão tomará as medidas necessárias para que o referido Fundo possa assegurar os fundos necessários para a execução uniforme dos empréstimos em cada ano.

A oferta e os empréstimos acima referidos devem ser tais que sejam conducentes ao desenvolvimento econômico da República da Coreia.
O artigo II do Tratado de 1965:
1 As Altas Partes Contratantes confirmam que os problemas relativos à propriedade, aos direitos e aos interesses das duas Altas Partes Contratantes e dos seus povos (incluindo as pessoas coletivas) e as reivindicações entre as Altas Partes Contratantes e entre os seus povos, incluindo os previstos na alínea a) do artigo IV do Tratado de Paz com o Japão, assinado na cidade de São Francisco em 8 de setembro, 1951, foram resolvidos completamente e finalmente.

### Uso de empréstimos e subvenções
dos à Coreia do Sul foram utilizados para os seguintes projectos: A Pohang Iron and Steel Company usou US$ 88,68 milhões de empréstimo e US$ 30,8 milhões de doação, um total de US$ 119,48 milhões, 44,3% do empréstimo de US$ 200 milhões.
| Projeto                                           | Despesa (M$) | %     |
| ------------------------------------------------- | ------------ | ----- |
| Construção da Pohang Iron and Steel Company       | 88,68        | 44,3  |
| Construção da Barragem de Soyang                  | 41,22        | 20,6  |
| Criando pequenas empresas                         | 22,23        | 11,1  |
| Melhoria das instalações ferroviárias             | 21,16        | 10,6  |
| Projeto de desenvolvimento marítimo               | 8,17         | 4,1   |
| Construção da Via Expressa de Gyeongbu            | 7,24         | 3,6   |
| Expansão do serviço telefônico de longa distância | 4,19         | 2,1   |
| Operação de dragagem                              | 3,29         | 1,6   |
| Outros                                            | 3,82         | 1,9   |
| Total                                             | 200,00       | 100,0 |

| Projeto                                              | Despesa (M$) | %     |
| ---------------------------------------------------- | ------------ | ----- |
| Korea Exchange Bank: Compra de matéria-prima         | 132,82       | 44,2  |
| Desenvolvimento da água agrícola                     | 30,84        | 10,3  |
| Construção da Pohang Iron and Steel Company          | 30,80        | 10,2  |
| Introdução de navios de pesca                        | 27,17        | 9,1   |
| Construção de navio de treinamento marítimo          | 13,47        | 4,5   |
| Instalações de previsão do tempo                     | 6,38         | 2,1   |
| Instalações de transmissão e distribuição de energia | 3,66         | 1,2   |
| Cartografia da área rural                            | 3,20         | 1,1   |
| Outros                                               | 51,66        | 17,3  |
| Total                                                | 300,00       | 100,0 |

## Reparações
Tem havido um apelo constante do público sul-coreano para que o Japão compense os indivíduos coreanos que sofreram com o domínio colonial japonês. O governo japonês se recusou a fazê-lo, argumentando que resolveu as questões de governo para governo sob o acordo de 1965. O governo sul-coreano argumentou que o acordo de 1965 não se destinava a resolver reivindicações individuais contra o Japão por crimes de guerra ou crimes contra a humanidade, como mostram documentos apresentados durante as negociações, excluindo especificamente reivindicações por danos pessoais incorridos pelas violações das leis internacionais do Japão.  A Comissão de Direitos Humanos da ONU tem defendido a perspectiva do governo sul-coreano ao definir que a questão das mulheres de conforto é uma questão de direitos humanos; O tratado de 1965 regulava apenas as reivindicações de propriedade e não os danos pessoais.
Em janeiro de 2005, o governo sul-coreano divulgou 1 200 páginas de documentos diplomáticos que registravam o andamento do tratado. Os documentos, mantidos em segredo por 40 anos, registraram que o governo japonês realmente propôs ao governo sul-coreano indenizar diretamente as vítimas individuais, mas foi o governo sul-coreano que insistiu que lidaria com a compensação individual de seus cidadãos e, em seguida, recebeu todo o valor das doações em nome das vítimas.
O governo sul-coreano exigiu um total de 364 milhões de dólares em compensação para os 1,03 milhão de coreanos recrutados para a força de trabalho e as forças armadas durante o período colonial, a uma taxa de 200 dólares por sobrevivente, 1 650 dólares por morte e 2 000 dólares por pessoa ferida.  A Coreia do Sul concordou em não exigir mais compensação, seja no nível governamental ou individual, depois de receber US$ 800 milhões em doações e empréstimos suaves do Japão como compensação por seu domínio colonial de 1910-45 no tratado.
A maior parte dos fundos provenientes de subvenções e empréstimos foi utilizada para o desenvolvimento econômico, nomeadamente no estabelecimento de infraestruturas sociais, na fundação da POSCO, na construção da Via Rápida de Gyeongbu e da Barragem de Soyang com a transferência de tecnologia de empresas japonesas. Os registros também mostram que 300 000 won por morte foram usados para compensar vítimas de trabalho forçado entre 1975 e 1977.